# Synagoga v Užhorodu
Synagoga v Užhorodu je budova bývalé ortodoxní synagogy, vystavěné v maurském slohu v roce 1904 maďarskými architekty Gyulou Pappem a Ferencem Szabolcsem. Svému účelu sloužila až do holokaustu. V současnosti slouží v adaptované podobě jako koncertní síň a je chráněna jako kulturní památka. 

## Galerie

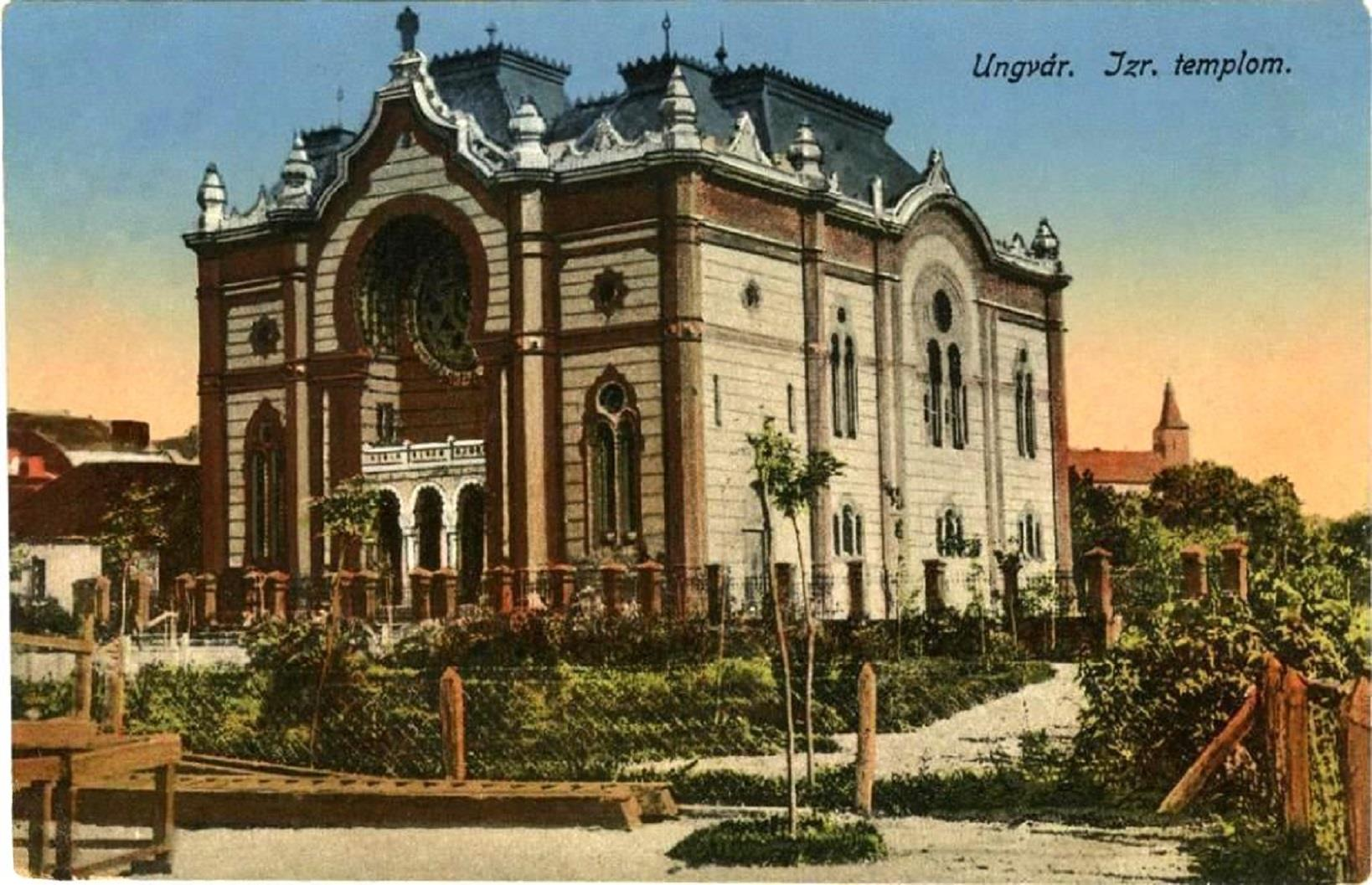
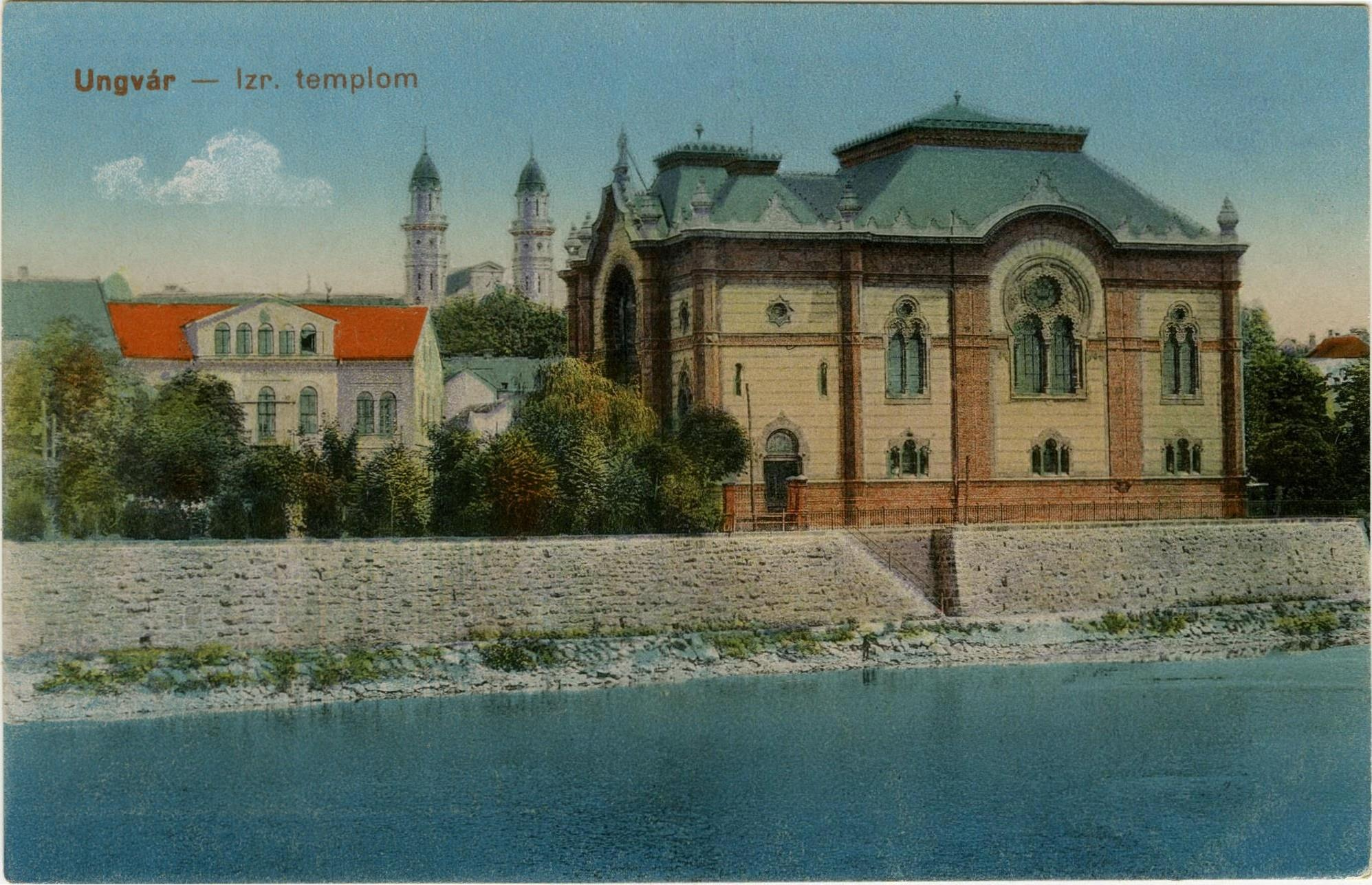
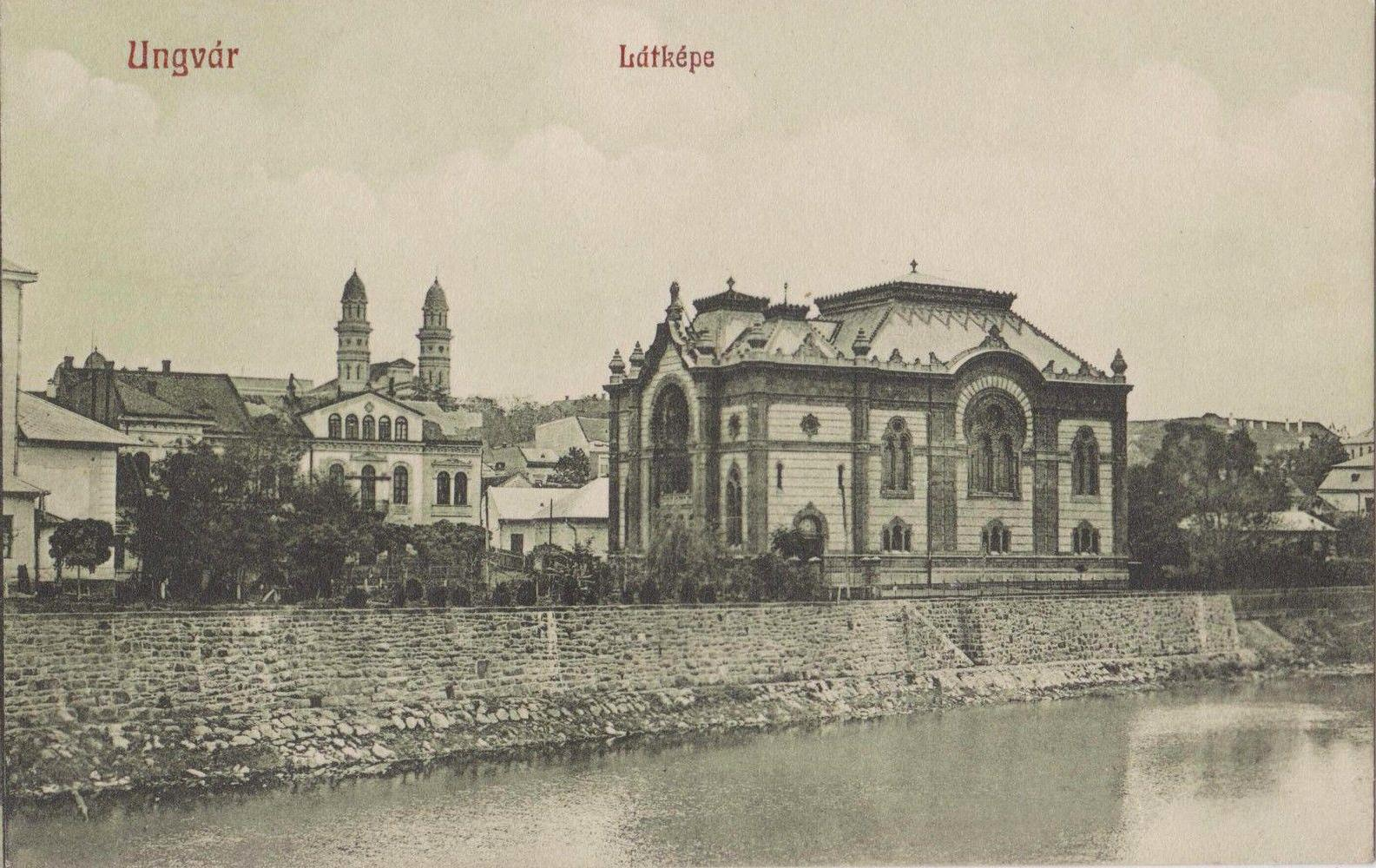
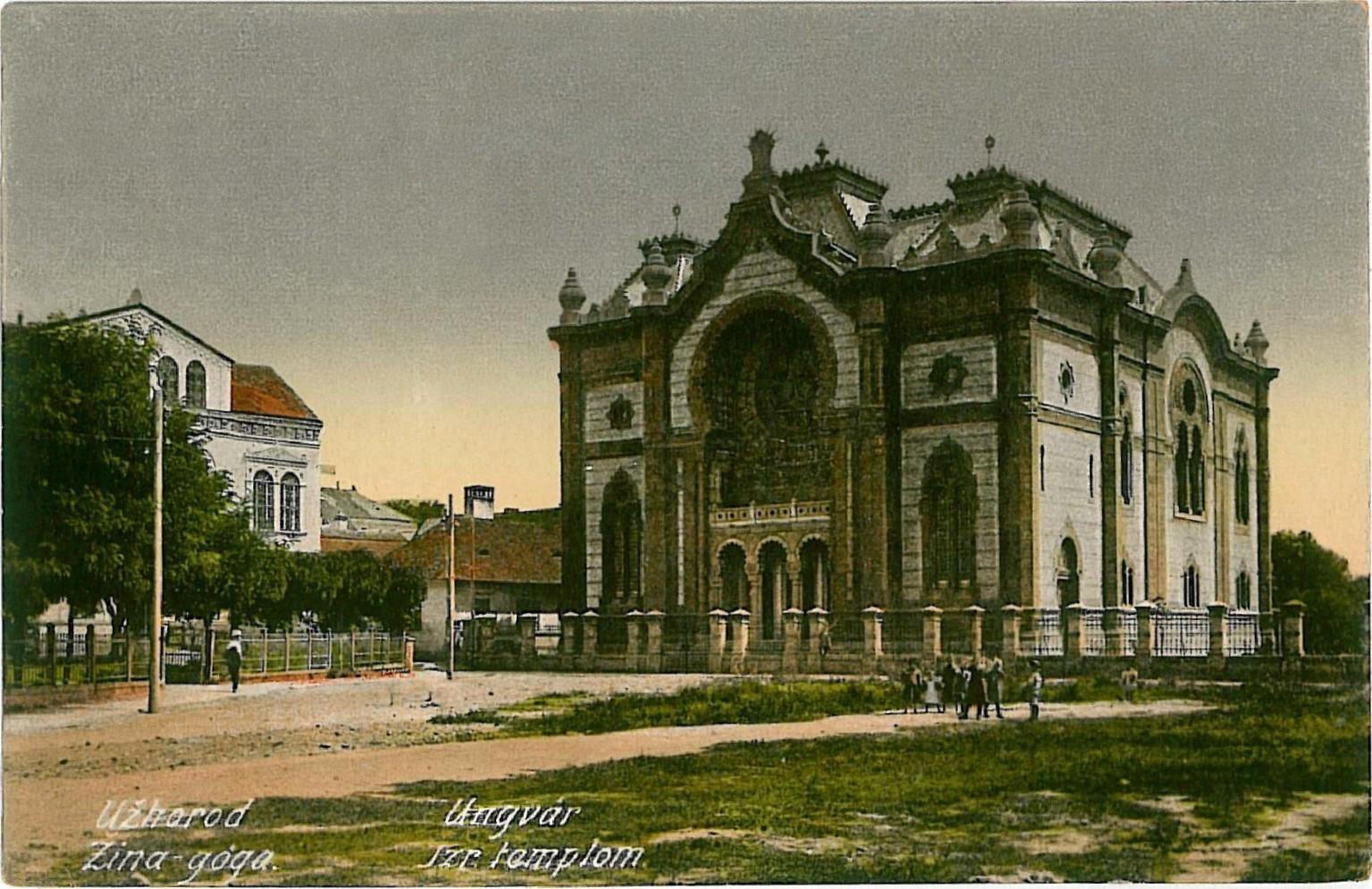
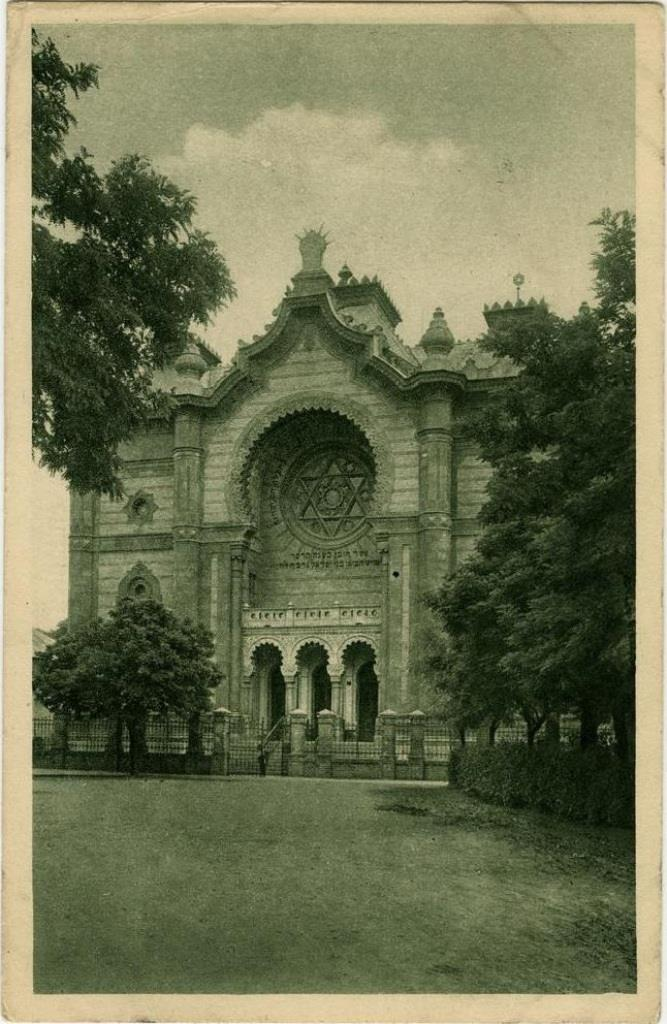
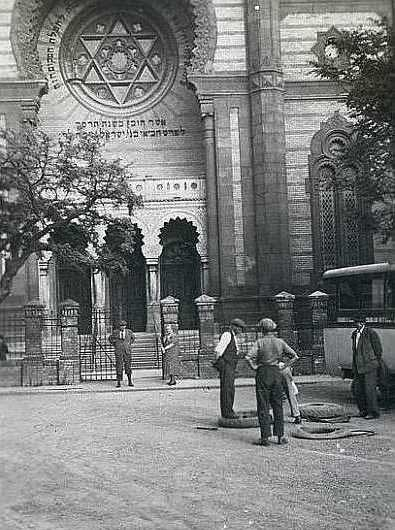